# Hiroyuki Ishida
Hiroyuki Ishida (石田 博行 Ishida Hiroyuki?), född 31 augusti 1979 i Kanagawa prefektur, är en japansk före detta fotbollsspelare.
Ishida började sin karriär 1998 i Shimizu S-Pulse. Efter Shimizu S-Pulse spelade han för Tokyo Verdy, Clementi Khalsa, Sydney Olympic, Perth Glory, Johor, Ventforet Kofu, Sagan Tosu och Fujieda MYFC. Han avslutade karriären 2013.